# Cibelok
Cibelok is een bestuurslaag in het regentschap Pemalang van de provincie Midden-Java, Indonesië. Cibelok telt 9368 inwoners (volkstelling 2010).